# Peter van Dongen
Peter van Dongen (Amsterdam, 21 oktober 1966) is een Nederlands striptekenaar en illustrator. 

## Biografie
Van Dongen volgde de opleiding tot reclametekenaar aan de Grafische School te Amsterdam. Als zestienjarige debuteerde hij als striptekenaar in het tijdschrift Balloen. Naast het schrijven van beeldromans is hij ook werkzaam als commercieel illustrator.
In 1990 kwam bij Casterman zijn eerste graphic novel Muizentheater uit. Hij ontving voor dit debuut in dat jaar de Stripschapspenning.
Van Dongen kreeg ook veel waardering voor zijn volgende werk, de strip Rampokan, een verhaal in twee delen dat zich afspeelt in Indonesië tussen 1946 en 1951, ten tijde van de onafhankelijkheidsoorlog. Aan het eerste deel van deze serie, dat in 1998 verscheen, werkte hij zeven jaar. Het tweede deel verscheen in 2004. In 2018 verscheen een ingekleurde versie van beide delen in één uitgave binnen de collectie Vrije Vlucht van uitgeverij Dupuis. Rampokan werd bekroond met verschillende prijzen, waaronder de Prix du Lion van het Belgisch Stripcentrum.
Voor NRC Handelsblad maakte Van Dongen een vijftigtal schrijversportretten voor de Boekenbijlage (2007-2009). Ook ontwierp hij een aantal boekomslagen en cd-hoesjes voor de muzikant en schrijver Ernst Jansz en maakte hij tekeningen en omslagillustraties voor andere boeken, waaronder enkele kinderboeken van Edward van de Vendel (2005-2008) en de postuum uitgebrachte verzamelbundel Een land met gesloten deuren van Tjalie Robinson (2011).
Drie dagen in Rio uit 2013 is een korte stripnovelle, die Van Dongen maakte in opdracht van het modemerk GANT. In 2017 kwam de strip Familieziek uit, een stripbewerking van de gelijknamige roman van Adriaan van Dis.
Vanaf 2018 tekende Van Dongen samen met Teun Berserik enkele verhalen voor de stripreeks Blake & Mortimer. Daarmee zijn Van Dongen en Berserik de eerste Nederlandse tekenaars van deze reeks.
Van Dongen tekent tevens illustraties voor zorgverzekeraar DSW.

## Trivia
- Van Dongen is de broer van gitarist Arnold van Dongen.
- Voordat Van Dongen professioneel werkzaam werd als tekenaar, drumde hij in zijn tienerjaren in de Amsterdamse popband The Original Talkatives, waarmee hij in 1984 de finale van de Grote Prijs van Nederland behaalde.

## Prijzen
Van Dongen ontving voor zijn werk de volgende prijzen:
- 1990 - Stripschappenning voor Muizentheater
- 1998 - Een van de Best Verzorgde Boeken van 1998 voor Rampokan-Java van de Stichting De Best Verzorgde Boeken
- 1999 - Prix du Lion voor Rampokan-Java
- 1999 - Stripschappenning voor Rampokan-Java in de categorie 'Oorspronkelijk Nederlands'
- 2002 - Aanmoedigingsprijs Illustratie van de Stichting Amsterdams Fonds voor de Kunst
- 2005 - Stripschappenning voor Rampokan-Celebes in de categorie 'Oorspronkelijk Nederlands Literair'
- 2018 - Stripschapprijs

## Tentoonstellingen
- Familieziek (2018), integrale tentoonstelling van boek en schetsen bij kunsthal Bart Art Box in Thesinge